# Торговля людьми в Израиле
Торговля людьми в Израиле — один из видов преступной индустрии Израиля, результатом которой является попадание людей в рабство для принудительного труда и сексуального рабства.
По данным 2018 года по распространённости рабства Израиль занимает 90-е место из 167 стран, предоставивших данные, то есть его индекс рабства 90/167 (для сравнения в США 166/167). Оценочное число людей, живших в Израиле в состоянии рабства (2018 год)—31 тыс. человек.
В 2001 году «Управлением Госдепартамента США по мониторингу и борьбе с торговлей людьми» Израиль был определён, как страна с самым низким рейтингом правительства по борьбе с торговлей людьми —«уровня»3, но уже в 2002 году произошло улучшение до «уровня 2», а в 2017 году—до уровня 1. Однако  в 2021 году страна опять опустилась на уровень 2, и положение на 2023 год не изменилось.

## История
В 2001 году Израилю был присвоен самый низкий уровень, характеризующий степень торговли людьми в стране— уровень 3. Это грозило стране американскими санкциями. Израиль был определён страной назначения для жертв торговли людьми, в первую очередь женщин. Женщин продавали в Израиль из новообразованных независимых государств после распада СССР (в частности, Молдовы, России и Украины), Бразилии, Турции, Южной Африки и некоторых стран Азии.
Правительство Израиля организовало:
- обучение сотрудников иммиграционной службы в аэропорту Бен-Гурион,
- сотрудничество с украинскими официальными лицами по одному единственному делу о торговле людьми.

Такие действия не соответствовали минимальным стандартам борьбы с торговлей людьми:
- на борьбу с торговлей людьми были выделены ограниченные ресурсы,
- правительство официально не начало сотрудничество с другими правительствами по делам о торговле людьми,
- не проводились профилактические мероприятия (информационные кампании по борьбе с торговлей людьми),
- защита жертва торговли людьми была незначительной.
- борьба велась не с торговцами, а с жертвами торговли людьми, которых задерживали, помещали в специальную женскую тюрьму, отдельно от других женщин-заключенных, после чего следовала быстрая депортация без взятия показаний против торговцев людьми
- игнорировались обвинения жертвами полицейских в пособничестве владельцам публичных домов и торговцам людьми.

В 2002 году Правительством Израиля были предприняты значительные усилия по борьбе с торговлей людьми:
- была предусмотрена законом уголовная ответственность за торговлю людьми в целях сексуальной эксплуатации.
- были приняты законодательные акты, касающиеся ложного лишения свободы, конфискации паспорта, эксплуатации и похищения в целях проституции, использовались в судебном преследовании по делам о торговле людьми,
- среди следователей полиции и прокуроров были распространены созданные руководящие принципы «Расследования и судебного преследования за проституцию и торговлю людьми в целях проституции».
- правительство организовало специализированные учебные занятия по вопросам торговли людьми для следственных подразделений,
- расследовались заявления против полицейских, обвиняемых в пособничестве владельцам публичных домов и торговцев людьми,
- была улучшена защита жертв,
- жертвы, желающие дать показания, освобождались из-под стражи и размещались в общежитиях, финансируемых полицией
- правительство пригласило международную организацию для обсуждения условий сотрудничества по созданию приюта по оказанию психологической, социальной, медицинской и юридической помощи жертвам торговли людьми,
- правительство создало межведомственный комитет по борьбе с торговлей людьми, был проведен семинар по торговле людьми, в котором приняли участие представители многих министерств, правоохранительных органов, НПО и Кнессета

В результате этих усилий Израилю был присвоен уровень 2. Осталось неизменным определение Израиля, как страны назначения для женщин, ставших жертвами торговли людьми. С целью сексуальной эксплуатации в Израиль продавали женщин из Молдовы, России, Украины и Бразилии. Правительство по-прежнему не спонсировало профилактические мероприятия.
В 2007 году в Израиле увеличилось количество обвинительных приговоров за преступления, связанные с торговлей людьми в целях сексуальной эксплуатации, и была проведена кампания по предотвращению принудительного труда.
В 2008 году НПО отметили рост торговли израильскими женщинами внутри страны для коммерческой сексуальной эксплуатации и сообщила о новых случаях торговли израильскими женщинами за границу в Канаду, Ирландию и Англию. Кроме того, африканские просители убежища оказались уязвимыми для рабства.
В 2011 году было расформировано специализированное подразделение по борьбе с торговлей людьми в Израиле, от чего пострадали жертвы торговли людьми, так как полицейским подразделениям, занимающимся делами о торговле людьми, не хватало опыта, переводчиков, знакомства с сообществами трудящихся-мигрантов и чуткости.
В 2012 году главной проблемой Израиля в борьбе с торговлей людьми был недостаток приютов для жертв торговли людьми, особенно для просителей убежища, прибывающих с Синая.
В 2013 году был построен 245-мильный египетско-израильский забор, сокративший торговлю нелегальными мигрантами, прибывающими по маршруту Синай- Негев, в этом же году был разоблачен крупнейший торговец женщинами в истории Израиля.

## Принудительный труд
Жертвами принудительного труда в Израиле становятся низкоквалифицированные рабочие из Китая, Румынии, Африки, Турции, Таиланда, Филиппин, Непала, Шри-Ланки и Индии, которые добровольно мигрируют в поисках работы по контракту в строительстве, сельском хозяйстве и здравоохранении.
Условиями принудительного труда являются:
- незаконное отнятие паспортов,
- ограничения на передвижение,
- невыплата заработной платы,
- угрозы и физическое запугивание,
- уплата сбора за трудоустройство.

Особенно острой проблемой правительства Израиля была нелегальная иммиграция из Африки в Израиль , в частности эритрейских беженцев, попадающих в Израиль нелегально по маршруту Эритрея-Восточный Судан- Египет- Синайская пустыня и попадающих в рабство  из-за отсутствия у них правовой, финансовой и продовольственной безопасности.
Риск принудительного труда в в Израиле:
- при найме иностранной рабочей силы иностранными строительными компаниями
- в программе стажировок в сельском хозяйстве для иностранных студентов
- при получении разрешения для палестинских рабочих .

## Сексуальное рабство
Торговля женщинами осуществляется с целью вовлечения их в проституцию в Израиле. Израиль является страной назначения для женщин, которых продают в сексуальное рабство из России, Украины, Молдовы, Узбекистана, Беларуси, Китая, Южной Кореи, Филиппин.

## Законодательство
- В 2000 году Кнессет внес поправки в «Закон о проституции 1997 года», запрещающие покупку или продажу людей или принуждение человека покинуть страну проживания для занятия проституцией. Было удвоено наказание за изнасилование и нарушение закона о проституции 1997 года в случае, если жертва является несовершеннолетней. Однако лишь один торговец людьми был осуждён.
- Закон о торговле людьми в Израиле от 2006 года (предусматривает наказание в виде лишения свободы на срок до 16 лет за торговлю взрослым, до 20 лет лишения свободы за торговлю ребёнком, до 16 лет лишения свободы за рабство и до семи лет лишения свободы за принудительные работы)
- Государство Израиль ратифицировало Протокол ООН о торговле людьми[англ.] в 2008 году.

## Профилактика
Профилактика торговли людьми включала в себя идентификацию жертв, работу в области уголовного правосудия и усилия по координации с бизнесом и государственными органами.
В 2022 году в Израиле был учреждён национальный консультативный комитет по борьбе с торговлей людьми.

## Правозащитные организации
- Бецелем (1999 год)
- Штаб по борьбе с торговлей женщинами и проституцией[ивр.] (2003 год)

## Отражение в искусстве
- Сериал Блю Натали[ивр.] 2010 года —секс-трафик женщин в Израиль из новообразованных независимых государств после распада СССР (Молдовы, России, Украины, Узбекистана),
- Документальный фильм 2011 года Цена секса[англ.]
- Сериал Город убежище[ивр.] 2018 года—уязвимость африканских просителей убежища в Израиле, коррупция на всех уровнях